# 余麻约
余麻约（1957年—），云南盈江人，景颇族，中华人民共和国政治人物、第十二届全国人民代表大会云南地区代表。
毕业于中共中央党校函授法律专业。加入中国共产党。担任云南省德宏州人大常委会主任。2008年起担任全国人大代表。2013年，担任全国人大代表。
2018年9月6日，云南省纪委发布消息，德宏州人大常委会原主任余麻约涉嫌严重违纪违法，目前正在接受纪律审查和监察调查。